# آثار جانبية (فلم)
آثار جانبية (بالإنجليزية: Side Effects) هو فيلم إثارة نفسية أمريكي صدر في 2013 من إخراج ستيفن سودربرغ وسيناريو بواسطة سكوت z. بيرنز. الفيلم من بطولة جود لو وروني مارا وكاثرين زيتا جونز وتشانينج تيتوم. يركز الفيلم على الأحداث التي تلي تناول امرأة لمضاد اكتئاب.

## القصة
تبدأ أحداث الفيلم بخروج التاجر الداخلي مارتن تايلور من السجن بعد انقضاء سنوات محكوميته الأربعة، وترحب به والدته وزوجته إميلي تايلور التي يظهر بعد ذلك إصابتها بالاكتئاب المصحوب بمحاولات انتحار، الأمر الذي يجعلها تعود إلى العلاج النفسي مع الطبيب جوناثان بانكس، يصف لها الطبيب مضاد اكتئاب جديد ورائج باسم «أبليكسا» الذي يتسبب بآثار جانبية دموية لإميلي، وهذا يتسبب بخسارة طبيبها لوظيفته وحياته الزوجية، مما يجعله يسعى لكشف الحقائق الغامضة.

## طاقم التمثيل
- جود لو بدور الدكتور جوناثان بانكس
- روني مارا بدور إميلي تايلور
- كاثرين زيتا جونز بدور الدكتورة فيكتوريا سيبرت
- تشانينج تيتوم بدور مارتن تايلور

## الاستقبال النقدي
الفيلم حاصل على نسبة 84% على موقع الطماطم الفاسدة بناءً 188 مراجعة. كان الإجماع النقدي للموقع: «إثارة ذكية وبارعة مع العديد من التقلبات المقلقة، آثار جانبية هو جهد مضمون آخر من المخرج ستيفن سودربرغ.» على ميتاكريتيك حاصل على متوسط تقييم 75% بناءً على 39 مراجعة.

## وصلات خارجية
- مقالات تستعمل روابط فنية بلا صلة مع ويكي بيانات